# Llista d'historiadors musulmans
Llista d'historiadors musulmans, des del sorgiment de l'islam fins al segle xix, que es poden adscriure a la historiografia islàmica clàssica:

## Període de formació
Primera època: 700-750
- Urwa ibn az-Zubayr (m. en 712)
- Az-Zuhrí (m. en 742)

Segona època: 750-800
- Ibn Ishaq (m. en 761) - Sírat Rassul Al·lah
- Awana ibn al-Hàkam al-Kalbí (m. en 764 o 770)
- Abu-Míkhnaf (m. en 774) - Màqtal al-Hussayn
- Sayf ibn Úmar (m. en796)

Tercera època: 800-860
- Ibn al-Kalbí (m. en 819)
- Al-Waqidí (m. en 823) - Kitab at-tarikh wa-l-maghazi (Llibre d'històries i batalles).
- Al-Madaïní (m. en 830/850)
- Ibn Hixam (m. en 835)
- Ibn Sad (m. en 845) - Kitab at-tabaqat al-kabir
- Ibn Khayyat al-Usfurí (m. en854)

Quarta època: 860-900
- Ibn Abd-al-Hàkam (m. en 871) - Futuh Misr wa-l-Màghrib wa-akhbaru-ha
- Úmar ibn Xabba (m. en 878)
- Al-Hàytham ibn Adí (m. en 882)
- Ibn Qutayba (m. en 889) - Uyun al-akhbar, Al-imama wa-s-siyassa
- Ad-Dinawarí (m. en 891) - Akbar al-tiwal
- Al-Baladhurí (m. en 892)

Cinquena època: 900-950
- Al-Yaqubí (m. en 900) - Tarikh al-Yaqubí
- Ibn Fadlan (m. després de 922)
- Muhàmmad ibn Jarir at-Tabarí (838-923) - Història dels Profetes i Reis
- Ibn Àtham al-Kufí (m. en 926-27) - Al-futuh
- Al-Hamdaní (m. en 945)

## Període clàssic

### IraqiPèrsia
- Abu-Bakr as-Sulí (m. en 946)
- Al-Massudí (m. en 955)
- Thàbit ibn Sinan as-Sabí (m. en 976)
- As-Saghaní (m. en 990)
- Miskawayh (m. en1030)
- Al-Utbí (m. en 1036)
- Hilal as-Sabi (m. en 1056)
- Al-Khatib al-Baghdadí (m. en1071) - Tarikh Baghdad (biografies de bagdadites)
- Abolfazl Beyhaqi (995-1077) - Tarikh-e Mas'oudi (o "Tarikh-e Beyhaqi")
- Abu-Ishaq aix-Xirazí (m. en 1083)
- Aix-Xahrastaní (1086–1153) - Kitāb al–Milal wa al-Nihal (pioner de l'estudi comparat de religions)
- Ibn al-Imraní (m. en 1184)
- Dhahir-ad-Din Nixaburí (m. en 1187)
- Ibn al-Jawzí (m. en 1201)
- Alí ibn al-Athir (1160 - 1231) - Al-kamil fi-t-tarikh
- Zahiriddin Nasr Muhammad Awfi (m. en 1242)
- Ibn as-Sai (m. en 1276)
- Ibn Bibi (m. després de 1281)
- Alà-ad-Din Juwayní (1283)
- Ibn at-Tiqtaqà (m. després de 1302)
- Ibn al-Fuwatí (m. en 1323)
- Wassaf (m. en 1323)
- Raixid-ad-Din Tabib (m. en 1398) - Jami at-tawarikh
- Xàraf-ad-Din Alí Yazdí (m. en 1454)
- Mirkhwand (m. en 1498)

### EgipteiSíria
- Al-Mussabbihí (m. en 1030)
- Ibn as-Sayrafí (m. en 1147)
- Ibn al-Qalanissí (m. en 1160)
- Ibn Assàkir (m. en 1176)
- Ussama ibn Múnqidh (m. en 1188)
- Imad-ad-Din al-Isfahaní (m. en 1201)
- Abd-al-Latif al-Baghdadí (m. en 1231)
- Bahà-ad-Din ibn Xaddad (m. en 1235) - An-nawàdir as-sultaniyya wa-l-mahàssin al-yussufiyya (història de Saladí)
- Al-Kilabí (m. en 1237)
- Sibt ibn al-Jawzí (m. en 1256) - Mírat az-zaman
- Ibn al-Adim (m. en 1262)
- Abu-Xama (m. en 1267)
- Ibn Khal·likan (m. en 1282)
- Ibn Abd-adh-Dhàhir (m. en 1292)
- Bàybars al-Mansurí (m. en 1325)
- Abu-l-Fidà (m. en 1331)
- Xihab-ad-Din an-Nuwayrí (m. en 1332)
- Ibn ad-Dawadarí (m. després de 1335)
- Al-Mizzí (m. en 1341)
- Adh-Dhahabí (m. en 1348) - Tarikh al-islam al-kabir
- As-Safadí (m. en 1363)
- Ibn Kathir (m. en 1373) - Al-bidaya wa-n-nihaya
- Ibn al-Furat (m. en 1405)
- Al-Maqrizí (m. en 1442) - As-suluk li-màrifat al-muluk (història dels mamelucs d'Egipte)
- Ibn Hàjar al-Asqalaní (m. en 1449)
- Al-Ayní (m. en 1451)
- Ibn Taghribirdí (m. en 1470) - Nujum adh-dhàhira fi-muluk Misr wa-l-Qàhira (història d'Egipte)
- As-Sakhawí (m. en 1497)
- As-Suyutí (m. en 1505) - (història dels califes)

### ÀndalusiMagrib
- Al-Qadi an-Numan (m. en 974)
- Ibn al-Qutiyya (m. en 977) - Tarikh iftitah al-Àndalus
- Àhmad ar-Razí (m. en 995) - Tarikh muluk al-Àndalus (?)
- Ibn al-Faradí (m. en 1012)
- Ibn Hazm (m. en 1063)
- Yússuf ibn Abd-al-Barr (m. en 1071)
- Ibn Hayyan (m. en 1075)
- Al-Udhrí (m. en 1085)
- Abu-Ubayd al-Bakrí (m. en 1094)
- Al-Qadi Iyad (m. en 1149)
- Al-Bàydhaq (m. en 1164)
- Abd-al-Wàhid al-Marrakuixí (m. en 1224)
- Ibn Idhari (m. en 1312)
- Ibn al-Khatib (m. en 1374) - Ihata
- Ibn Abi-Zar (m. vers 1320) - Rawd al-qirtàs
- Ismaïl ibn al-Àhmar (m. en 1406)
- Ibn Khaldun (m. en 1406) - Al-muqàddima i Al-íbar

### Índia
- Al-Biruní (m. en 1048) - Kitab fi-tahqiq ma li-l-Hind
- Minhaj-i Siraj (m. després de 1259)
- Amir Khusraw (m. en 1325)
- Isami (m. després de 1350) - Futuh as-salatin
- Baraní (m. en 1357)

## Post clàssic

### Turcs
- Aşıkpaşazade (m. en 1481)
- Tursun Beg (mort després de 1488)[1]
- Mehmed Neşrî (m. abans de 1520)
- Hoca Sadeddin Efendi (m. en 1599)
- Mustafa Ali (m. en 1600)
- Mustafa Selaniki (m. en 1600)
- Katip Çelebi (m. en 1647)
- İbrahim Peçevi (m. en 1650)
- Mustafa Naima (1655-1716) - Ta'rīkh-i Na'īmā
- Silahdar Findiklili Mehmed Aga (m. en 1723)
- Ahmed Resmî Efendi (m. en 1783)
- Ahmet Cevdet Paixà (m. el 1895)

### Àrabs
- Ibn Iyàs (mort després de 1522)
- Xams-ad-Din ibn Tulun (m. en 1546)
- Al-Maqqarí (m. en 1632)
- Muhàmmad al-Ifraní (m. en 1747)
- Muhàmmad al-Qadirí (m. en 1773)
- Àhmad ad-Damurdaixí (m. després de 1775)
- Abd-ar-Rahman al-Jabartí (m. el 1825) - Ajàïb al-athar fi-t-taràjim wa-l-akhbar
- Àhmad ibn Khàlid an-Nassirí (m. el 1897)

### Perses
- Hasan Beg Rumlu (m. després de 1550)
- Abu l-Fazl ibn Mubarak (m. en 1602) - Akbarnama
- Abd al-Qadir Bada'uni (m. en 1615)
- Firishta (m. en 1620)
- Iskandar Beg Munshi (m. en 1632)
- Nizamuddin Ahmad (m. en 1621)
- Inayat Allah Kamboh (m. en 1671)
- Muhammad Saleh Kamboh (m. vers 1675)
- Abul Fazl Mamuri (m. vers 1700)
- Khafi Khan (m. després de 1733) - Muntakhib-ul-lubab
- Mirza Mehdi Khan Astarabadi (m. vers 1760)
- Ghulam Husain Tabatabai (m. després de 1781)